# Cristo de Yungay

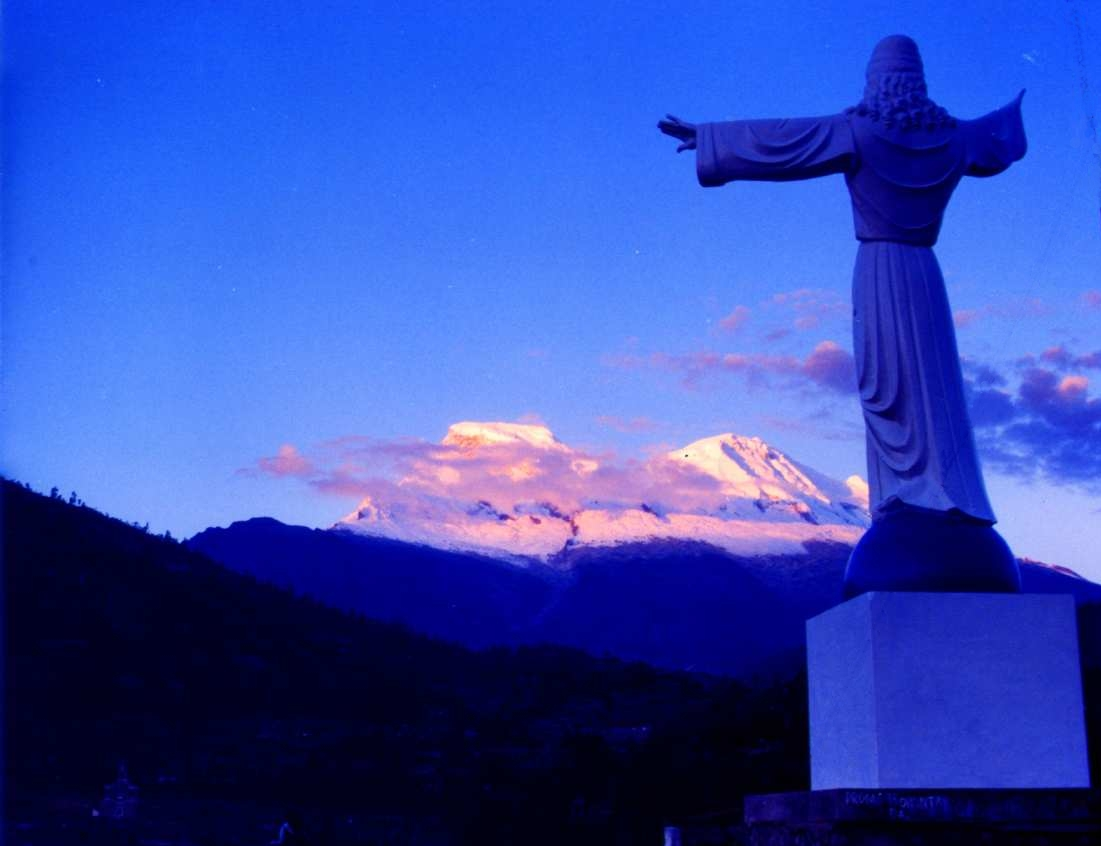

A Cristo de Yungay (Yungayi Krisztus) egy Jézust ábrázoló műalkotás a perui Ancash megyében található Yungay városában. A település Lima városától mintegy 450 kilométerre északra található.
Az 1965 és 1966 között épült, kilenc tonna összsúlyú szobor a város 1892 és 1903 között épült többszintes temetője felett emelkedik a magasba. Az eredeti, Arnoldo Ruska svájci építész nevéhez fűződő temetőtervek szerint kápolna épült volna a temető lezárásaként a dombtetőn, ám végül Raul Olivera Filomeno professzor vezetésével a karját széttáró, oltalmazó Krisztust ábrázoló műalkotás készülhetett el a város fölött.
A temető és a Jézus-szobor ma a környék kiemelt turisztikai látványosságának számít.